# Kollegiengasse (Weimar)

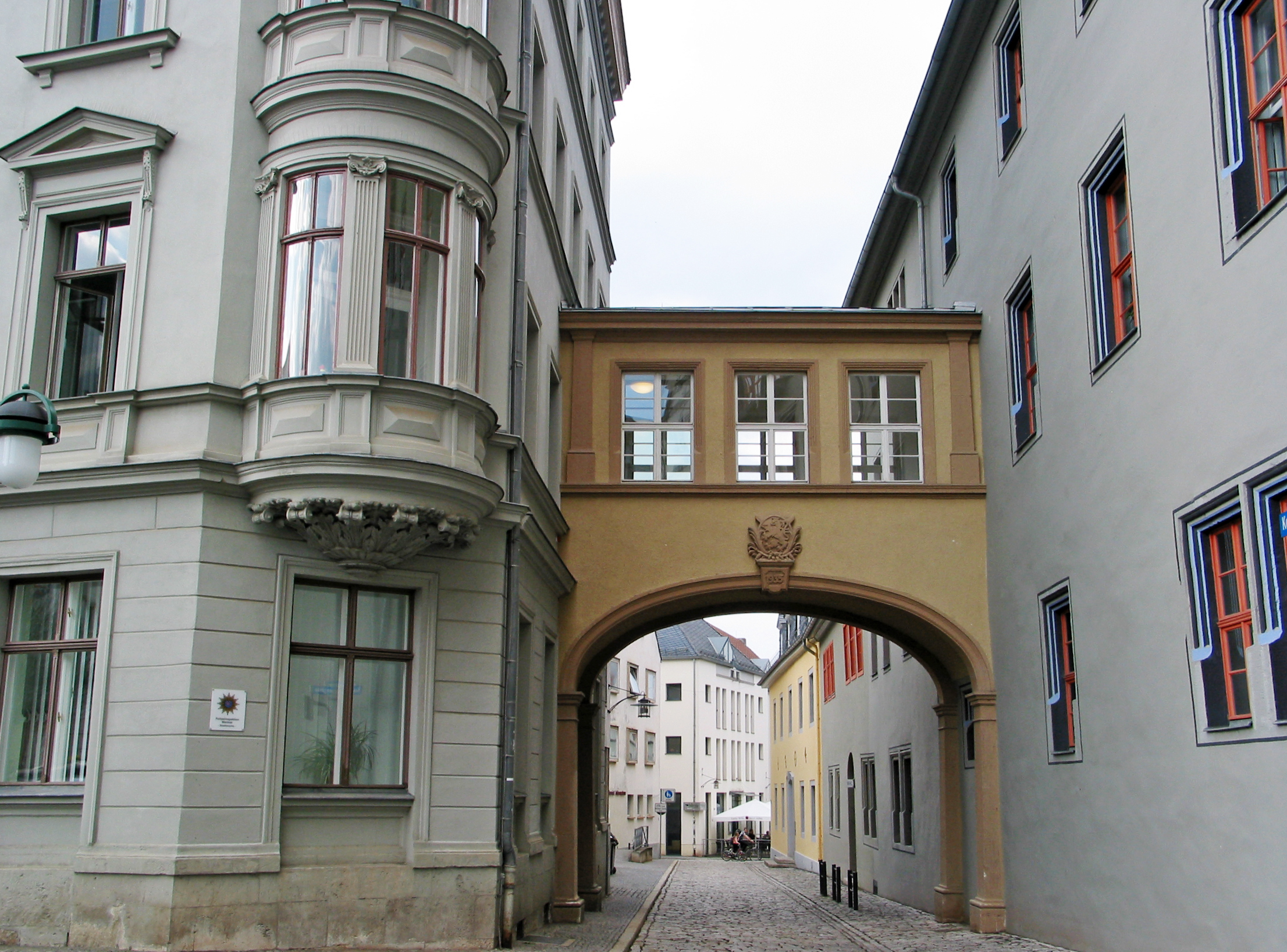
Kollegiengasse mit Brücke zum Roten Schloss

Die Kollegiengasse ist eine Gasse an der Ostseite des Gelben Schlosses und des Roten Schlosses zwischen Markt und Grünem Markt.
Im Westflügel des Roten Schlosses traf sich das Geheimes Conseil in Weimar. Die seit Beginn des 19. Jahrhunderts gebräuchliche Bezeichnung kommt von den einstigen Ministerien her, die in den Schlossgebäuden untergebracht waren. Vorher hieß sie Kleine Schloßgasse. Es gibt im benachbarten Jena auch eine Kollegiengasse. Jedoch bezieht sich diese auf die Jenenser Universität und ihre Einrichtungen und nicht wie hier auf ansässige Ministerien, sondern eben auf Einrichtungen und Angehörige der dortigen Hochschule.
In der Kollegiengasse befand sich seit dem 16. Jahrhundert das Gleichensche Haus, das der Familie Gleichen, das in das Rote Schloss einbezogen wurde und zugleich den Verbindungsbau zum Gelben Schloss darstellt. Bauherr des 1577 errichteten Gebäudes war Ludwig III. von Gleichen.
Über der Gasse ist das Gelbe Schloss mit dem Gebäude Markt 13 verbunden, wo sich eine Polizeiwache befindet.
Die gesamte Kollegiengasse steht auf der Liste der Kulturdenkmale in Weimar (Sachgesamtheiten und Ensembles).